# Chalet para Manuel Morales
El chalé para don Manuel Morales es un inmueble de la localidad española de Noja, en Cantabria.

## Descripción
El chalé para don Manuel Morales se ubica en la localidad cántabra de Noja. Se trata de un edificio sobrio, de dos pisos y planta muy movida y de estilo montañés.
Es una obra de la segunda etapa de la vida artística del arquitecto Leonardo Rucabado, proyectada en 1913. En ella se reflejan los elementos típicos de las casonas barrocas, de los siglos XVII y XVIII. El elemento más característico de esta casa y del estilo montañés difundido por Leonardo Rucabado es la torre de tres pisos.
Está ubicado en la calle Salceda, número 2, de Noja, y linda al norte, con la calle Salceda y la calle Ontanilla: al sur, camino vecinal y propiedad particular; al este, con propiedad particular, y al oeste, con la calle Salceda.
El 18 de enero de 1989 se incoó expediente para su declaración como Bien de Interés Cultural.